# Половица (приток Днепра)
Полови́ца — река на Украине, правый приток Днепра в центре города Днепр, который протекал через одноимённую слободу Половица.
Начинается в Аптекарской балке возле улицы Криворожской на границе Новокодацкого и Чечеловского районов города Днепр, течет по балке на север до проспекта Пушкина, где входит в коллектор и течёт проложенным в 1884 году руслом под автовокзалом Днепра и бывшим Днепропетровским комбайновым заводом до стана 550 Днепровского металлургического завода и Заводской набережной, где впадает в реку Днепр.
В связи со строительством Екатерининской железной дороги и железнодорожного вокзала русло реки было развёрнуто в северо-западном направлении.
Старое русло Половицы шло от балки к низине, где сейчас Озёрный базар. Далее река протекала через сад есаула Лазаря Глобы (ныне парк Глобы), где сегодня существует ставок. Далее через улицу Андрея Фабра спускалась до проспекта Яворницкого и шла через канаву его непарной стороной до улицы Воскресенской (раньше называлась Проточной улицей), где к ней добавлялся приток с Кленового байрака. За полквартала от улицы Короленко встречалась с речкой Жабокрячь, которая течёт через Долгую (екатеринославское название — Жандармская, советское название — Красноповстанческая) балку и поворачивала налево через проспект. Переходила с запада на восток Воскресенскую улицу возле Английского клуба и через улицу Плеханова с юга на север и впадала в Днепр. Недалеко от её устья в Днепр впадал поток, вытекающий от озёрной низины между современными ЖД вокзалом и Озёрным базаром, который протекал от улицы Пастера слева от парных номеров проспекта Яворницкого, уклоняясь влево к Днепру от улицы Столярова.

## Свидетельства Дмитрия Яворницкого
«Река Половица начиналась по-теперешнему от Озёрного базара, сначала одним жёлобом, шла через проспект, где теперь канава, потом, постепенно уклоняясь влево, соединялась с другим жёлобом, который вытекал из Жандармской балки, далее шла уже одним жёлобом, возле версты длиной, параллельно Днепру, разделяя собой довольно значимый полуостров и наконец сходилась с Днепром, саженей на 500—550, не доходя до Монастырского, теперь Богомоловского острова.»

## Другие реки, имевшие название Половица
Также иногда название Половица переносят на её притоки — речку Жабокрячь и поток, который вытекал из Кленового байрака. Как свидетельствует Михаил Шатров, 
«три степные балки выходили с юга в черте города. В средней Рыбаковской, названной так по имени владельца наибольшего из расположенных в неглубокой долине кирпичных заводов, — спокойный характер. Практически остановилась она возле тогдашней южной границы Екатеринослава, опёршись двумя круговыми дорогами на окраины Полева (проспект Александра Поля) и Ульяновскую улицы. Только узкая глубокая канава, почти пересохлое русло степной речки, которая когда-то тут протекала, — по некоторым догадкам это и была та речка Половица, которая дала когда-то название тутошней слободе, — извивалась далее городскими кварталами, пересекала улицу Базарную (ныне князя Святослава Храброго), Казачью (ныне Староказацкая), проспект (Яворницкого) и выше Проточной (ныне Воскресенская) впадала в Днепр. Вела себя эта канава тихо, почти не подавая признаков жизни, зато в дни бурных летних ливней показывала свой коварный характер: становилась стремительной рекой, выходила из берегов и приносила немало бедствий жителям окружающих домов».
В свою очередь авторы книжки «Днепропетровщина. Природа и экономика» пишут про то, что «через Красноповстанческую балку протекала одна из исчезнувших рек — Половица», что не совсем соответствует действительности, поскольку Жабокрячь является практически единственным водоёмом бассейна Половиц, который сохранился по всему течению.